# Ил-4
Илюшин-4 или само Ил-4 (обозначение по спецификацията на НАТО – Bob), е съветски двумоторен далечинен боен самолет – бомбардировач. Произвежда се от 1939 година под названието ДБ-3, а от 1942 година е с наименование Ил-4.
След 1943 година се произвежда усъвършенствания Ил-4 ДБФ-3, с нова кабина за щурмана, нов фюзелаж, крила с нов лонжерон и пневматично управление и прибиране на шасито.
Става известен с бомбардирането над столицата на Нацистка Германия – Берлин, през август 1941 г. по време на Втората световна война.